# 篠崎仁志
篠崎 仁志（しのざき ひとし、1987年12月3日 - ）は、福岡県福岡市東区出身の競艇選手。
登録番号4477。身長166cm。血液型A型。101期。福岡支部所属。兄は同じ競艇選手で蒲郡第61回MB記念覇者の篠崎元志（登録番号4350）、師匠は兄と同じく白水勝也。同期に片岡雅裕、平田健之佑、守屋美穂、櫻本あゆみ、藤堂里香らがいる。
ペラグループは兄や後輩の小野生奈らと同じ「我勝手隊」に所属。

## 来歴
- 福岡県立香椎工業高等学校卒業。
- やまと競艇学校時代、リーグ戦勝率8.08（準優出7　優出6　第7戦・第8戦優勝）の成績を残して、卒業記念競走で優勝。リーグ戦勝率も第1位という高成績だった。
- 2007年11月10日、福岡競艇場でデビュー（転覆失格）。
- 2008年4月2日、大村競艇場での「西スポ杯 大村桜祭り競走」初日2Rで初勝利（67走目）。
- 2009年12月16日、徳山競艇場での「携帯競艇マクール杯 G3MB大賞トライアル」で初優出（3着）[2]。
- 2010年2月23日、徳山競艇場での「G1MB大賞」にてG1初出場。
- 2010年9月28日、福岡競艇場での「G3新鋭リーグ第16戦 植木通彦フェニックスカップ」で初優勝（優出10回目）。
- 2012年8月5日、鳴門競艇場での「G3第12回オロナミンCカップ」において、企業杯初優勝。
- 2013年6月4日、尼崎競艇場での「G1尼崎61周年」でG1初優出（3着）[3]。
- 2013年9月23日、桐生競艇場での「G1共同通信社杯第28回新鋭王座決定戦」でG1初優勝[4][5]。来年度から「G1ヤングダービー」が新設されることに伴い、新鋭王座が廃止されることが決定[6]したため、今大会が最後の大会となった（ヤングダービーは新設と同じ扱いのため、「前年度優勝者」としての優先出場権獲得とはならない）。
- 2016年11月26日、大村競艇場の「SG第19回競艇王チャレンジカップ」準優勝戦10Rで、5コースから2着に入り、SG出場17回目・準優9回目の挑戦にして遂にSG初優出。翌11月27日に行われた優勝戦は6号艇で出走、6コースから展開に恵まれず4着。
- 2017年6月25日、鳴門競艇場において開催された「第27回グランドチャンピオン決定戦」で2度目のSG優出、4コースカド位置から差しのハンドルを入れたが優勝戦は2着。
- 2020年5月31日、委員会推薦により出場（得票数は2,040票）した「第47回笹川賞」において予選トップの活躍を見せると準優勝戦・優勝戦と逃げてSG初優勝を成し遂げるとともに、平本真之以来となる4年ぶりの委員会推薦からの優勝を達成。また、松尾泰宏・松尾幸長兄弟以来、史上2組目のSG兄弟優勝（泰宏が宮島第7回MB記念と浜名湖第14回総理大臣杯のSG2冠・幸長は蒲郡第6回総理大臣杯を制している）となった。
- 2020年8月2日、大村競艇場において開催された「第24回競艇祭・競艇マクール賞」を制し、競艇界初のG2競走4勝目を飾っている。
- 2021年3月28日、福岡競艇場において開催された「第56回総理大臣杯」で自身7回目のSG優出、石野貴之に次いで2着に入っている。

## SG,G1,G2タイトル

### SG
- 2020年5月31日、第47回笹川賞（住之江）

### G1
- 2013年9月23日、28回新鋭王座決定戦（桐生）

（2着、中嶋健一郎。3着、桐生順平。なお前田将太は不完走失格、片岡雅裕は落水失格、中田竜太は転覆失格）
- 2013年11月4日、 福岡60周年
- 2016年9月6日、多摩川62周年

### G2
- 2016年10月23日、唐津MB大賞
- 2016年11月18日、芦屋MB大賞
- 2020年7月19日、尼崎MB大賞
- 2020年8月2日、大村第24回競艇祭